# 瓦尔迪纳
瓦尔迪纳（義大利語：Valdina），是意大利西西里大区墨西拿廣域市的一个市镇。总面积2平方公里，人口1314人，人口密度657.0人/平方公里（2009年）。ISTAT代码为083103。